# СВОТ мачке
СВОТ мачке је америчка анимирана серија у продукцији Хане и Барбере чији су аутори Кристијан и Ајвон Тремблеј, која је трајала од 1993. до 1995. када је била укинута. Укупно је снимљено 23 комплетне епизоде. Такође су постојале 3 недовршене епизоде, и једна специјална (Kat's Eye News Special Report).
Радња се одвија у измишљеној метрополи званој Мегакет Сити, која је насељена човеколиким мачкама.
Ченс Фурлонг и Џејк Клосон су били пилоти војног одреда Мегакет Ситија званог „Официри“ (енгл. the Enforcers). Током једне акције прогањања бегунца, у хајку се умешао командант Ферал који је несмотрено оборио Ченсов и Џејков авион, који се потом срушио на главни штаб „Официра“. Ченс и Џејк су избачени из службе и приморани да раде на депонији док не отплате штету коју су начинили. Користећи отпад са депоније изградили су напредни борбени млазњак назван Турбокет (који изгледа као Ф-14 Томкет, са другачијим бојама и трећим мотором) и сада патролирају небом Мегакет Ситија као СВОТ мачке.

## Ликови

#### Тибоун (Ченс Фурлонг)
Један од најбољих пилота Официра, Ченс као СВОТ мачка под надимком Тибоун пилотира Турбокетом. Описан је као усијана глава и не подноси Команданта Ферала. Заљубљен је у Кели Бригс, заменицу градоначелника и искористиће сваку прилику да јој се удвара. Глас му позајмљује Чарли Адлер.

#### Рејзор (Џејк Клосон)
Рејзор је „мозак“ екипе. Он је пројектовао Турбокет авион и читав арсенал оружја и справица којим СВОТ мачке располажу. Џејк је стидљив момак и обично је у сенци свог друга Ченса. Али као Рејзор спреман је и за најлуђе вратоломије и у наизглед безизлазним ситуацијама увек ће остати хладне главе. Глас му позајмљује Бери Гордон.

#### Кели Бригс
Кели је заменица градоначелника Менкса и највернији пријатељ СВОТ мачака. Има апсолутно поверење у њих, као и они у њу. Она је једина која може да их позове кад год нека невоља избије, јер је увек присутна на готово свим важним догађајима у граду. Иако познаје оба алтер-ега СВОТ мачака, она не зна да су они исте особе. Глас јој позајмљује Трес Мекнил.

#### Командант Ферал
Ферал је командант „Официра“ и директно одговоран за отпуштање Џејка и Ченса и службе. Не воли СВОТ мачке и жарко жели да сазна ко су они или бар да их затвори. Иако се међусобно не воле, СВОТ мачке ће често спасавати Ферала и он ће то (бар на кратко) ценити. Једино одговара градоначелнику Менксу. Глас му позајмљује Гари Овенс.

#### Градоначелник Менкс
Упркос томе што би требало да буде најодговорнији човек у Мегакет Ситију, Менкс ће обично трошити време играјући голф, док озбиљне послове препушта својој заменици Кели Бригс. Велика је кукавица и једино што уме је да се смеши новинарима и да сече врпце на свечаним отварањима. Глас му позајмљује Џим Камингс.

### Негативци

#### Даркет
Од свих негативаца у серији, Даркет би најближе одговарао опису највећег непријатеља СВОТ мачака. Огромни демонски мачор обучен у црну мантију и велики манипулатор, он обично склапа савезе са другим зликовцима да би остварио циљеве. Глас му позајмљује Брок Питерс.

#### Др Вајпер
Зелени змијолики мачор - луди научник са циљем да Мегакет Сити претвори у једну велику мочвару којом би он владао. Глас му позајмљује Френк Велкер. Један од Вајперових најпознатијих помоћника је Морбјулус, карактеристичан по томе што има два ока на потиљку.

#### Металикетси
Након што је брачни пар криминалаца, Мек и Моли Минч, погинуо током бекства из затвора, професор Хекл је пребацио њихове умове у роботска тела. Надљудске снаге и са огромним арсеналом оружја, спремни су да праве хаос по Мегакет Ситију. Гласове им позајмљују Нил Рос и Ејприл Винчел.

#### Хард Драјв
Зликовац чије је главно оружје јакна која му омогућава да се претвори у струју и да се креће кроз електричне проводнике. Своје способности највише користи за крађе и уцене. Глас му позајмљује Роб Полсен.
С обзиром да је имала велику популарност и да ју је пратила велика продаја на тржишту играчака, није јасно зашто је серија укинута. Неки мисле да је укинута због насиља у серији, док други сумњају да је Хана-Барбера била у финансијској кризи и да је због тога прекинула снимање свих серија које су се снимале у то време (као нпр. „Два глупа пса“). Због тога масе обожавалаца и данас апелују на Картун нетворк да сними нове епизоде СВОТ мачака.